# Adrien Costa
Pour les articles homonymes, voir Costa.
Adrien Costa, né le 19 août 1997 à Stanford, est un coureur cycliste américain. Il est annoncé depuis ses années juniors, comme l'un des coureurs les plus prometteurs de sa génération,,. En février 2018, il décide de mettre sa carrière de cycliste entre parenthèses. Le 29 juillet 2018, il est victime d'un grave accident d'escalade, nécessitant une amputation de la jambe droite.

## Biographie
Adrien Costa est né de parents français, originaire de Fontainebleau et installés en Californie pour travailler dans la Silicon Valley. Il possède la double nationalité française et américaine, mais sa nationalité sportive est américaine. Adolescent, il pratique le football et le VTT, mais à la suite d'une fracture au bras à 12 ans, il choisit de se concentrer uniquement sur le cyclisme. Dès 2013, il est double champion des États-Unis sur route (course en ligne et contre-la-montre) chez les cadets (moins de 17 ans).

### 2014-2015: années juniors
Ses années juniors (moins de 19 ans) sont très réussies au sein de l'équipe Slipstream (filiale junior de l'équipe World Tour Garmin), puisqu'il remporte 12 victoires sur le calendrier UCI en deux ans. Il s'adjuge à deux reprises le Tour du Pays de Vaud et gagne le Tour de l'Abitibi 2015, deux épreuves par étapes réputées du calendrier junior. Il obtient également des bons résultats en contre-la-montre, étant notamment champion des États-Unis de la spécialité en 2014 et deux fois vice-champion du monde juniors.

### 2016-2017: années espoirs

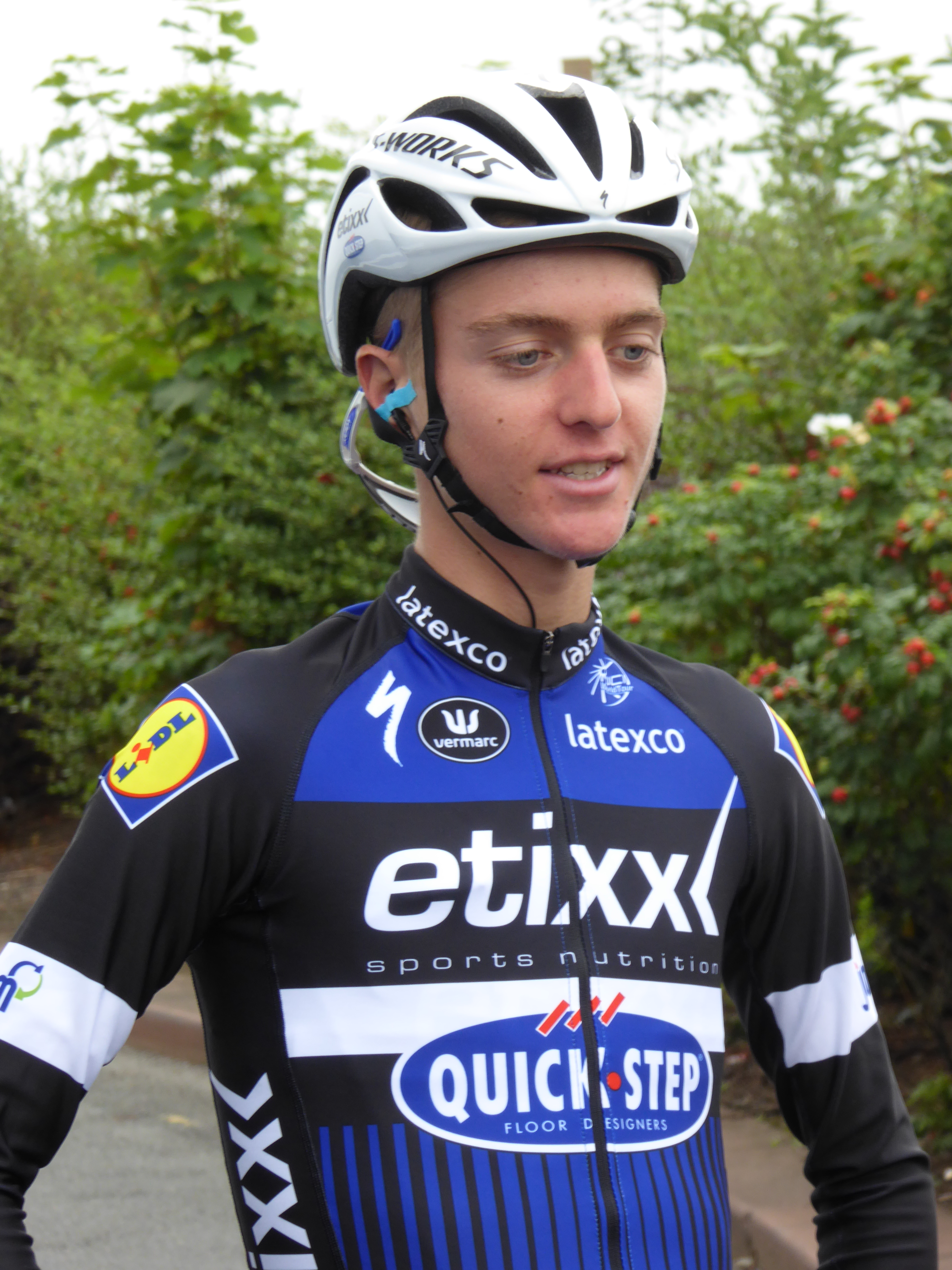
Adrien Costa, stagiaire chez Etixx-Quick Step, lors de la 2e étape du Tour de Grande-Bretagne 2016.

En 2016, Adrien Costa rejoint la catégorie espoirs (moins de 23 ans). Il court le début de saison avec le maillot de la sélection américaine espoirs. Il reprend la saison en avril lors du Triptyque des Monts et Châteaux. Pour sa première course avec les espoirs, il se classe cinquième du classement final et gagne le maillot du meilleur jeune. À l'arrivée, il déclare : « Je suis évidemment ravi et surpris de prendre ce maillot. Cela signifie beaucoup pour moi. C'était ma première course Espoirs. ». Une semaine plus tard, il est septième du Tour des Flandres espoirs et douzième du ZLM Tour, deux épreuves de la Coupe des nations espoirs. En mai, il obtient sa première grande victoire face à des professionnels en remportant le Tour de Bretagne. Costa devient le premier américain à remporter cette course par étapes, en récupérant le maillot jaune après sa victoire en solitaire lors de la quatrième étape. Il parvient ensuite à résister aux attaques de ses adversaires sur les trois dernières étapes. Dans la foulée, il est troisième et meilleur grimpeur du  Rhône-Alpes Isère Tour, puis rejoint l'équipe continentale Axeon-Hagens Berman en mai. Il gagne en juin le contre-la-montre du Tour de Savoie Mont-Blanc et accumule de la confiance en vue du Tour de l'Avenir. En août, il rivalise avec les grimpeurs des équipes World Tours américaines et prend la deuxième place d'un Tour de l'Utah très montagneux. Cette performance lui attire les louanges des suiveurs et en fait un des favoris pour le Tour de l'Avenir,. Il y remporte le contre-la-montre et se classe troisième de la course, à plus d'une minute du vainqueur David Gaudu. Au début de septembre, il commence son stage avec Etixx-Quick Step sur le Tour de Grande-Bretagne.
En 2017, pour sa deuxième chez les espoirs, il identifie quatre objectifs : la Ronde de l'Isard, le Tour d'Italie Espoirs, le Tour de l'Utah et le Tour de l'Avenir. Il envisage également de passer professionnel en 2018. Entre février et avril, il participe à six épreuves, terminant notamment cinquième du Giro del Belvedere. Néanmoins, le 14 juillet, contrarié cette année par une mononucléose et fatigué, il annonce mettre un terme à sa saison 2017 et faire une pause avec la compétition pendant une durée indéterminée,. En février 2018, il annonce qu'il ne reprend pas la compétition pour la saison 2018 et qu'il retourne à l'Université d'état de l'Oregon pour terminer ses études en tourisme,.

### Accident et amputation
Adrien Costa se consacre ensuite à d'autres activités, dont l'escalade et la randonnée. Le 29 juillet 2018, il est victime d'un accident en escaladant le mont Conness, à 3 500 mètres d'altitude : un rocher de presque deux tonnes est tombé sur sa jambe droite. Il est sauvé grâce à une chaîne humaine exceptionnelle.  Hagens Berman-Axeon, son ancienne équipe, annonce le 8 août qu'il a été opéré et qu'on a dû amputer sa jambe au-dessus du genou,,. Elle lance une campagne de financement en ligne pour couvrir les frais médicaux, et recueille plus de 110 000 dollars en quelques jours.
Depuis son accident, Adrien Costa a repris une activité sportive importante avec une prothèse (vélo, ski, alpinisme), mais en dehors de toute compétition.

## Palmarès
| - 2013 - Champion des États-Unis sur route cadets - Champion des États-Unis du contre-la-montre cadets - 2014 - Champion des États-Unis du contre-la-montre juniors - Tour du Pays de Vaud : - Classement général - 2ea et 2eb (contre-la-montre) étapes - 3e étape du Tour de l'Abitibi (contre-la-montre) - Médaillé d'argent au championnat du monde du contre-la-montre juniors - 2015 - Tour du Pays de Vaud : - Classement général - 2ea et 2eb (contre-la-montre) étapes - 3e étape de la Course de la Paix juniors - Tour de l'Abitibi : - Classement général - 6e et 7e étapes - Médaillé d'argent au championnat du monde du contre-la-montre juniors - 2e de la Course de la Paix juniors - 3e de la Chico Stage Race - 3e de la Redlands Bicycle Classic | - 2016 - Tour de Bretagne : - Classement général - 4e étape - 4e étape du Tour de Savoie Mont-Blanc (contre-la-montre) - 4e étape du Tour de l'Avenir (contre-la-montre) - 2e du Tour de l'Utah - 3e du championnat des États-Unis du contre-la-montre espoirs - 3e du Rhône-Alpes Isère Tour - 3e du Tour de l'Avenir |

## Classements mondiaux
| Année            | 2016 | 2017 |
| ---------------- | ---- | ---- |
| UCI America Tour | 21e  |      |
| UCI Europe Tour  | 220e | 971e |